# Laosz demográfiája
Laosz a Föld 103. legnépesebb országa, 5 859 000 lakossal 236 800 km²-es területen.

## Általános adatok
- Lakosság:7 443 000 fő (2022)
- Népsűrűség: 25 fő/km²
- Nemzetiségek:
  - Lao Loum 67%
  - Lao Theung 22%
  - Lao Soung 9%
  - Vietnami 2%
- Vallások:

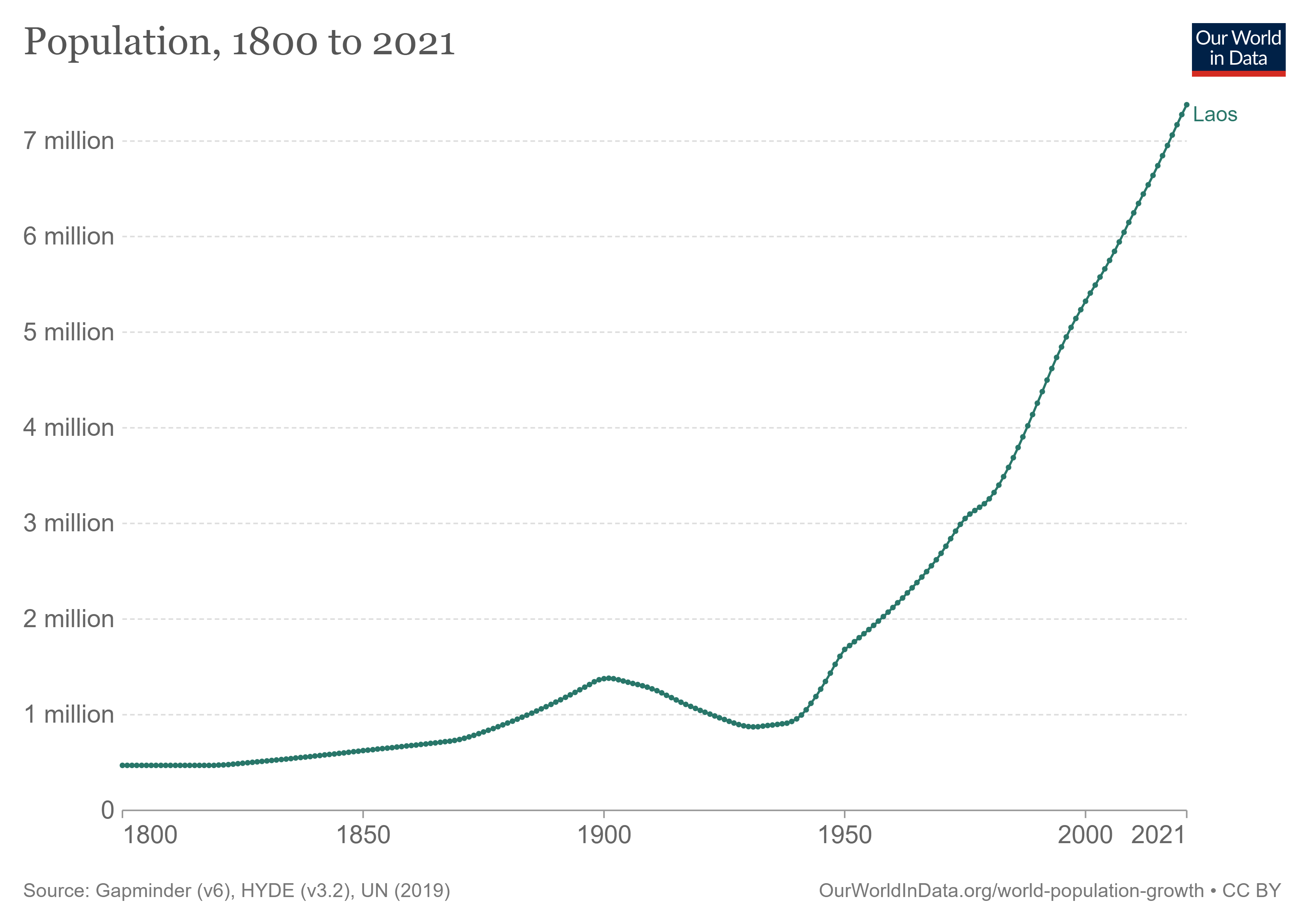
Laosz népességnövekedése

  - Buddhizmus és természetfeletti vallások: 95%
  - Egyéb: 5%
- Életkor megoszlása (2000-es becslés):

| Élekor | Százalék | Férfi     | Nő        |
| ------ | -------- | --------- | --------- |
| 0-14   | 43%      | 1 191 608 | 1 173 144 |
| 15-64  | 54%      | 1 447 788 | 1 500 016 |
| 65-    | 3%       | 85 028    | 99 875    |

- Nemek megoszlása (2000-es becslés):

Születéskor: 1,05 férfi/nő
15 év alatt: 1,02 férfi/nő
15-64 év között: 0,97 férfi/nő
65 év felett: 0,85 férfi/nő
Teljes népesség: 0,98 férfi/nő
- Születéskor várható élettartam (2000-es becslés):

Férfiak: 52,74 év
Nők: 56,80 év
Teljes népesség: 53,09 év
- Írástudatlanság (1999-es becslés):

Férfiak: 70%
Nők: 44%
Teljes népesség: 57%
- Népességnövekedés (2022-es becslés): 1,41%
- 1000 lakosra jutó születések száma (2022-es becslés): 20,9
- 1000 lakosra jutó halálozások száma (2022-es becslés): 6,8
- 1000 lakosra jutó bevándorlók száma (2000-es becslés): 0
- 1000 gyermekre jutó csecsemőhalandóság (2000-es becslés): 94,8

## Etnikumok
Laosz lakóinak 69%-a a lao népcsoportba tartozik. Az alacsonyabb területeken élnek és politikailag és kulturálisan is dominánsak. A többi alacsony területeken élő néppel együtt ők alkotják a Lao Loum-ot, az „alföldi laosziakat”. A hegyi törzsek, például a yao, tai dumm, dao, shan alkotják a Lao Soung-ot, a „felföldi laosziakat”. A déli hegyekben a mon-khmer nyelvcsaládba tartozó népek élnek, ők tartoznak a Lao Theung-ba. A vietnamiak és a kínaiak a városokban élnek, de többségük a függetlenség elnyerése után elköltözött. Az ország jelenleg 68 nemzetiséget ismer el.

## Nyelvek
A hivatalos nyelv, a lao a tai nyelvcsaládba tartozik. A hegyvidékeken a lao változatait, illetve törzsi nyelveket beszélik. A gyarmati időszakban a francia volt kedvelt második nyelv, de ma már az angolnak van nagyobb szerepe, mivel Laosz tagja az ASEAN-nak, és ennek munkanyelve angol.

## Vallások
A lakosság túlnyomó részének a vallása a buddhizmus. Bizonyos törzseknél általánosak a természetfölötti vallások. A mianmari határ mentén muszlimok élnek, és vannak kisebb keresztény közösségek, melyeknek hittérítő tevékenységét az állam ellenőrzi.